# Ibrahim Sirri Zafranija
Ibrahim Sirri-efendija Zafranija (1869 Sarajevo, osmanská říše – 30. září 1934 Sarajevo, Království Jugoslávie) byl bosenskohercegovský islámský duchovní a pedagog bosňáckého původu.

## Životopis
V rodném městě se vyučil krejčím. Ve dvaceti letech se vzepřel vojenské povinnosti a přes Sandžak utekl Istanbulu. V osmanské metropoli se živil jako krejčí a věnoval se samostudiu islámských věd. Za vysokoškolským vzděláním nakonec odešel do Egypta na proslulou Univerzitu al-Azhar, ale kvůli matčině nemoci se ale vrátil do Bosny. Roku 1906 byl jmenován učitelem v Šarí‘atské soudní škole (4. ledna 1906–6. února 1929), od roku 1910 s titulem profesora. Krátký čas byl pověřen výkonem funkce ředitele Šarí‘atské soudní školy (30. listopadu 1927–6. února 1929). V tomto vzdělávacím zařízení zůstal až do roku 1929, kdy by penzionován.
Ibrahim Zafranija byl pohřben ve dvoře sarajevské mešity Bakije.